# Горно-Выршило
Горно-Выршило (болг. Горно Вършило) — село в Болгарии. Находится в Пазарджикской области, входит в общину Септември. Население составляет 52 человека.

## Политическая ситуация
Горно-Выршило подчиняется непосредственно общине и не имеет своего кмета.
Кмет (мэр) общины Септември — Томи Спасов Стойчев (независимый), по результатам выборов 2007 года в правление общины.